# Самсунг Галакси A90 5G
Samsung Galaxy A90 5G е смартфон с Android, произведен от Samsung. Моделът влиза в петото поколение от Серия А. Смартфонът е представен в Южна Корея на 3 септември 2019 г.
Galaxy A90 5G е първият смартфон от средния клас на Samsung с поддръжка на 5G.
TechRadar определя Galaxy A90 5G един от първите пет смартфона, анонсирани на IFA 2019.

## Спецификации
|                     | Samsung Galaxy A90 5G                                                                  |
| ------------------- | -------------------------------------------------------------------------------------- |
| Екран (в инча)      | 6,7 Super AMOLED, 1080 x 2400 px, 20:9                                                 |
| RAM                 | 6/8 GB                                                                                 |
| Вътрешна памет      | 128 GB                                                                                 |
| Задна камера        | 40+8+5 MP, автофокус, LED светкавица, 4K@30fps, 1080p@30/60fps (gyro-EIS), 720p@960fps |
| Предна камера       | 32 MP, f/2.0, 1080p@30fps                                                              |
| Процесор            | осемядрен, 1x2.84 GHz & 3x2.42 GHz & 4x1.78 GHz                                        |
| Операционна система | Android 9.0 (Pie), One UI                                                              |
| Размери, mm         | 164,8 x 76,4 x 8,4                                                                     |
| Тегло               | 206 g                                                                                  |